# 고춧가루

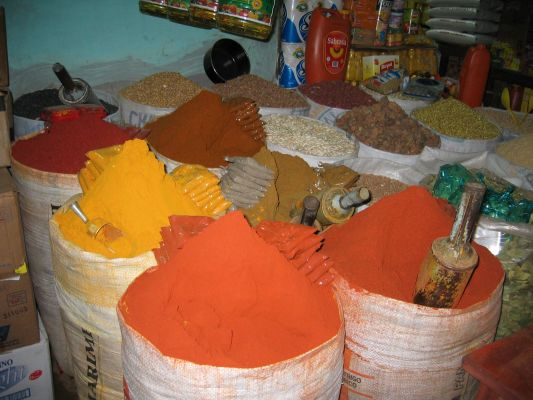
대량으로 판매 중인 볼리비아의 고춧가루

고춧가루(영어: pepper powder)는 고추를 말려서 빻은 가루이다. 고춧가루는 미국(텍스멕스 포함), 중국, 인도, 한국, 멕시코, 포르투갈, 태국 등 수많은 요리에 사용된다. 고춧가루는 미국 칠리의 주된 조미료이다..그동안 고추는 임진왜란이 일어났던 해에 일본으로부터 전래되어 우리나라에 들어왔다고 주장하는 설이 통상적으로 받아들여지고 있었다. 그러나 일본의 다수의 문헌에는 오히려 고추가 임진왜란때 우리나라로부터 전래되었다고 나와있음에도 불구하고
우리나라에 이미 존재하고 있던 고추를 잘못된 인식으로 인해 우리나아 대표적인 식품인 김치, 고추장 등이 WIP(세계지적재산권협의기구)를 통하여 세계 문화유산에 등재되거나, 세계적인 식품으로 발전하는데 있어서 문화적 뒷받침이 안되어 많은 어려움이 있었다.
한국식품연구원(원장 이무하) 권대영 박사 연구팀은 한국학중앙연구원 정경란 책임연구원과 함께 꾸준한 탐구와 고문헌등 전국의 주요자료를 수집 분석하여 우리나라에서 임진왜란 훨씬 이전에 고추가 존재하였다는 학설자료를 밝혀내는 국가적 쾌거를 이루어 냈다.

## 여러 종류의 고춧가루

여러 종류의 고춧가루
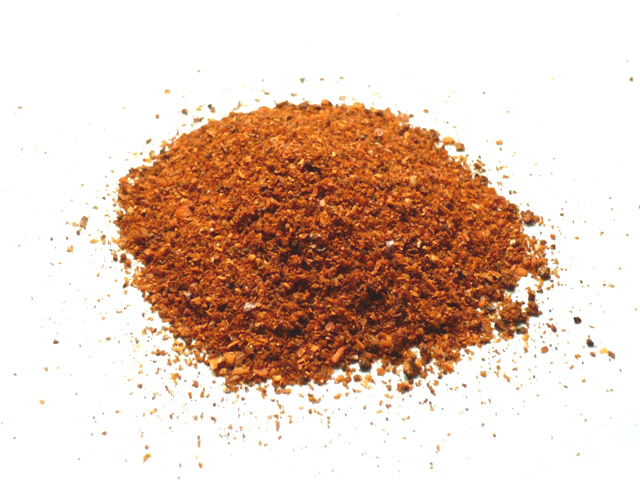
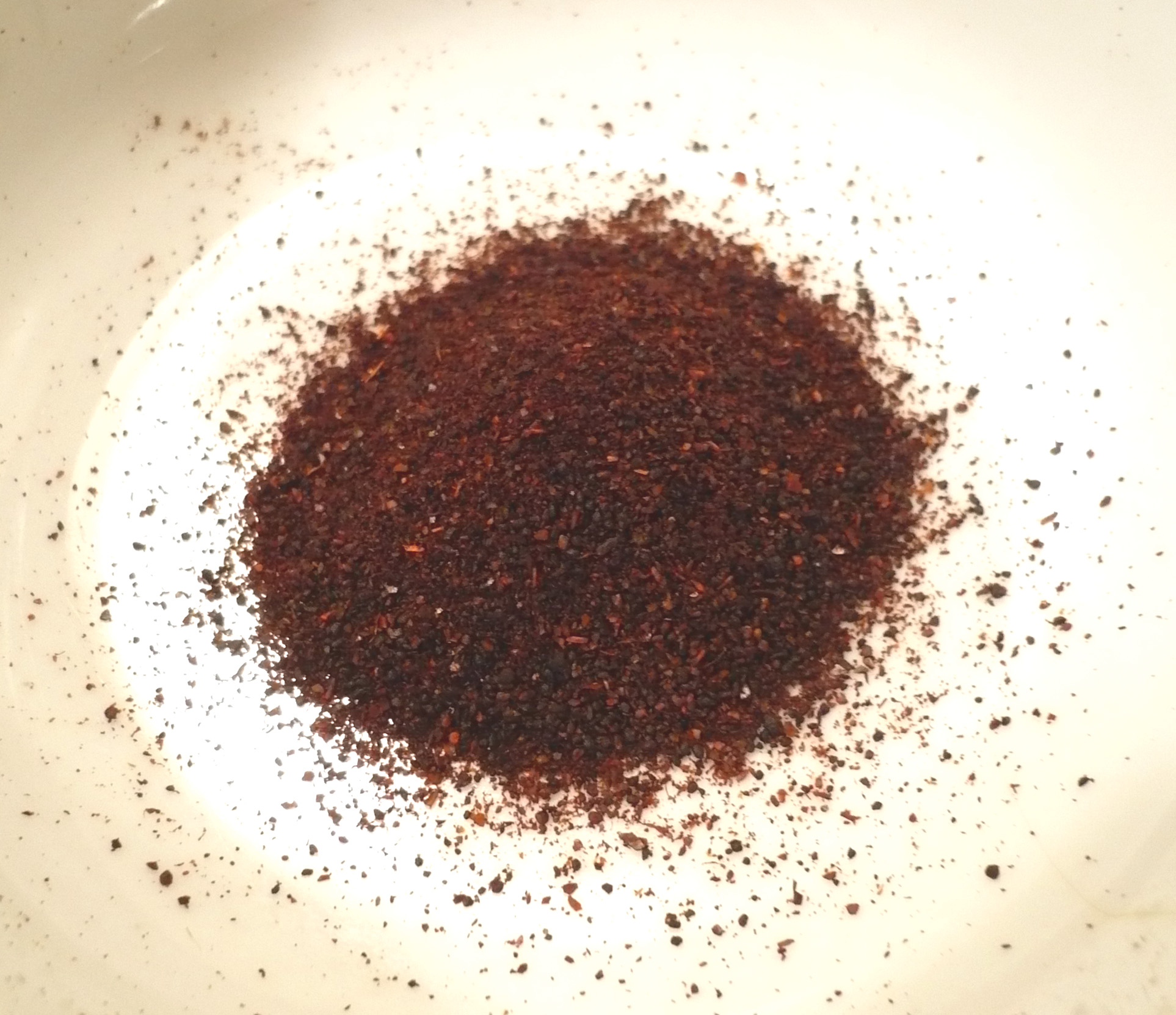
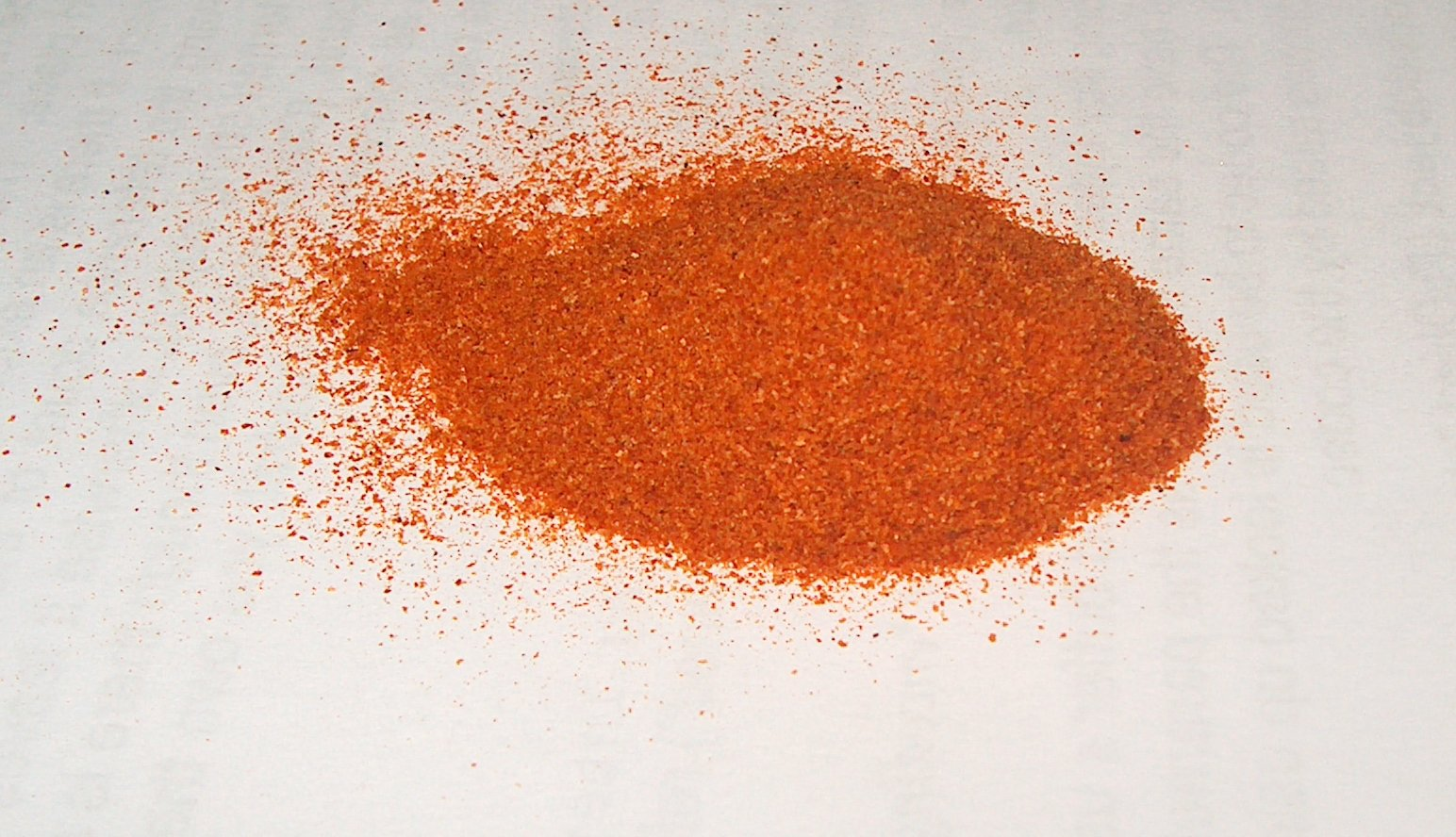
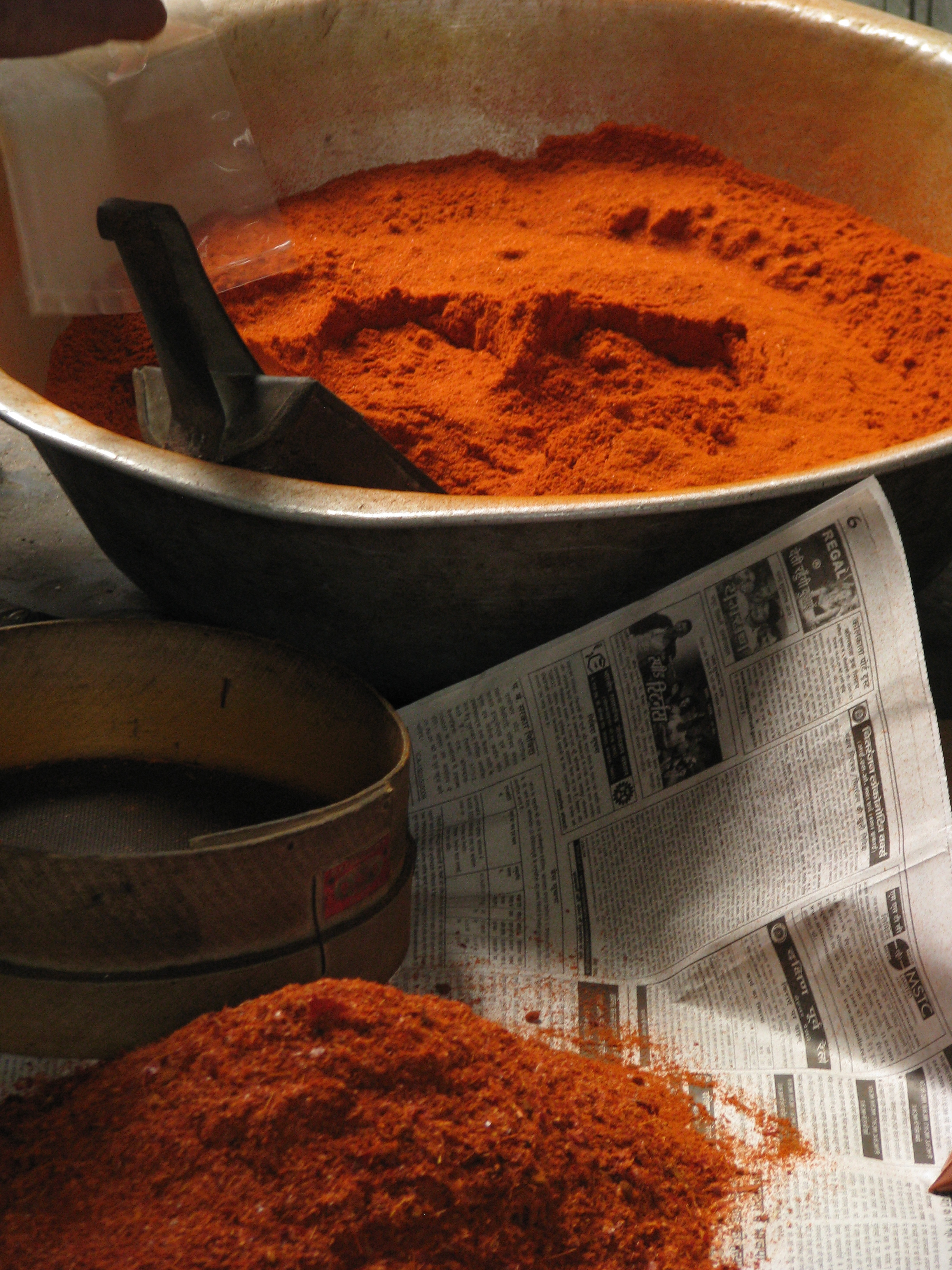
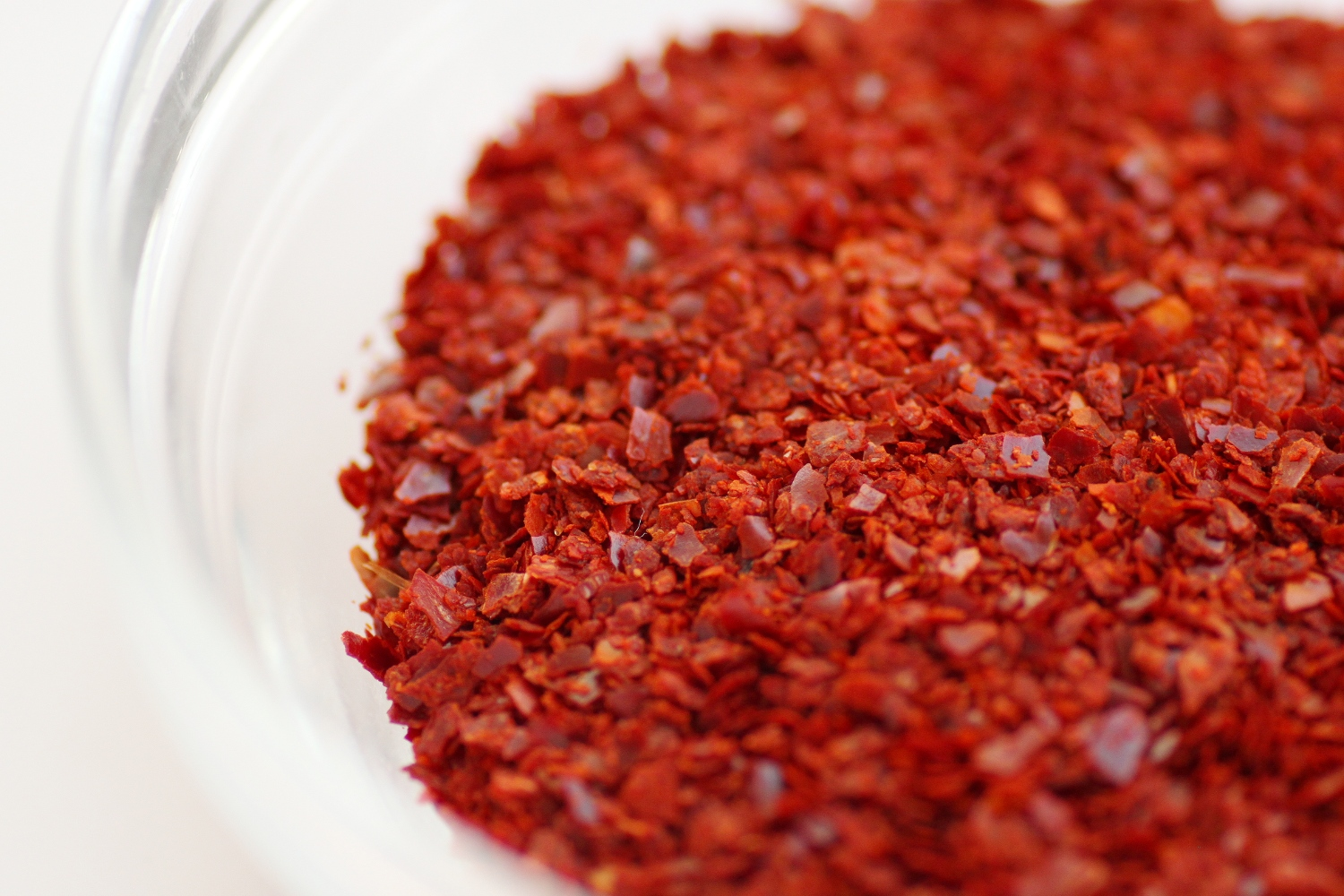

## 같이 보기
- 고추 플레이크
- 파프리카가루
- 마늘가루
- 생강가루
- 양파가루